# Diocèse catholique d'Oslo
Pour les articles homonymes, voir Diocèse d'Oslo.
Le diocèse d'Oslo (en latin : dioecesis Osloensis ; en norvégien : Oslo bispedømme) est une des trois Églises particulières de l'Église catholique en Norvège. Il a été érigé canoniquement par le pape Pie XII le 29 juin 1953. Il avait auparavant été érigé en vicariat apostolique par Léon XIII le 17 août 1892. Son évêque est actuellement Bernt Ivar Eidsvig, qui siège à la cathédrale Saint-Olaf d'Oslo. Sa juridiction s'étend sur la Norvège méridionale (l'Østlandet, le Sørlandet et le Vestlandet).

## Histoire
Le 7 août 1868, la mission sui juris de Norvège est érigée à partir du vicariat apostolique de Suède.
Par le bref Ecclesiae universae du 17 août 1869, le pape Pie IX élève la mission au rang de préfecture apostolique.
Le 11 mars 1892, la préfecture apostolique est élevée au rang de vicariat apostolique.
Le 1er juin 1913, il prend le nom de vicariat apostolique de Norvège et de Spitsbergen puis, le 15 décembre 1925, celui de Norvège.
Les 7 et 8 avril 1931, son territoire est réduit par l'érection des missions sui juris de Norvège centrale — l'actuelle prélature territoriale de Trondheim — et de Norvège septentrionale — l'actuelle prélature territoriale de Tromsø — et, le 10, il prend le nom de vicariat apostolique d'Oslo.
Par la bulle Faustum profecto du 29 juin 1953, le pape Pie XII l'élève au rang de diocèse.

## Évêques

### Préfets apostoliques
- Bernard Bernard (1869-1887)
- Johannes Olav Fallize (en) (1887-1892)

### Vicaires apostoliques
- Johannes Olav Fallize (en) (1892-1922)
- Johannes Olav Smit (de) (1922-1928)
- Olaf Offerdahl (en) (1930-1930)
- Jacques Mangers (de) (1932-1953)

### Évêques
- Jacques Mangers (de) (1953-1964)
- John Willem Gran, trappiste (1964-1983)
- Gerhard Schwenzer (de) (1983-2005)
- Bernt Ivar Eidsvig (2005-2025)
- Fredrik Hansen (depuis 2025)